# Arradi
Abu Abas, Abul Abas, Abul-Abás ou Abulabás Amade (Maomé) ibne Jafar Almoctadir (em árabe: أبو العباس أحمد (محمد) بن جعفر المقتدر‎; romaniz.: Abū al-ʿAbbās Aḥmad (Muḥammad) ibn al-Muqtadir; dezembro de 909, Baguedade - 23 de dezembro de 940), geralmente só pelo título califal de Arradi ou Arade Bilá (em árabe: الراضي بالله‎; romaniz.: ar-Rāḍī bi'llāh; lit. "Contente com Deus"), foi o 20º califa do Califado Abássida, reinando de 934 até sua morte. Morreu em 23 de dezembro de 940, aos 31 anos. Seu reinado foi marcado pelo fim do poder político do califa e a ascensão de poderosos chefes de guerra, que competiram pelo título de emir de emires.

## Vida

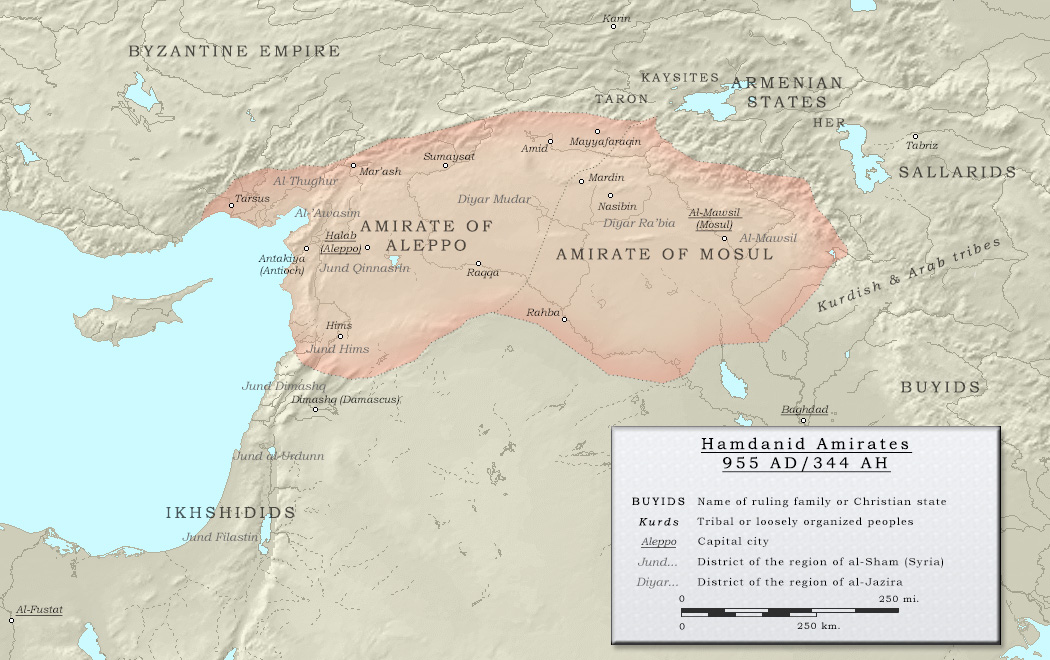
Emirados hamadânidas em 955

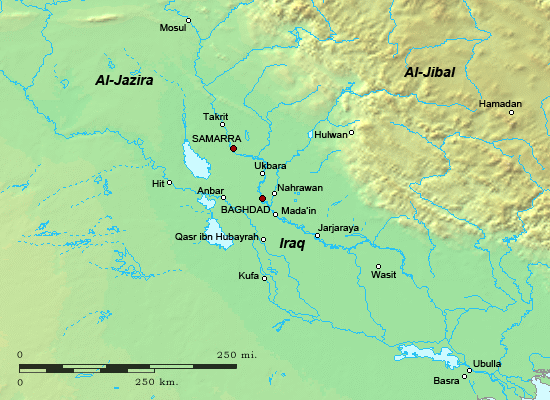
Iraque em meados do século IX

Arradi nasceu em dezembro de 909, filho do califa Almoctadir (r. 908–932) e a concubina escrava Zalum. Quando seu pai foi morto em 932, foi proposto como sucessor, mas no fim seu tio Alcair (r. 932–934) foi escolhido. Alcair o prendeu e ele permaneceu confinado até a deposição do califa em abril de 934, quando ascendeu. Hugh N. Kennedy descreve-o como "silencioso e afável, dado à companhia de estudiosos". Ao contrário de Alcair, rapidamente se tornou um títere, enquanto homens ambiciosos conquistaram a autoridade no Estado.
Depois que o ilustre ex-vizir Ali ibne Issa Aljarrá se recusou a ser reconduzido ao cargo por causa de sua idade avançada, ibne Mucla, que liderou o complô contra Alcair, recebeu o cargo. Nos primeiros meses do califado de Arradi, Maomé ibne Iacute continuou sendo o membro mais poderoso da corte até sua queda em abril de 935; só então ibne Mucla ganhou o controle da administração. Em 935, o governo foi forçado a tomar medidas para conter a turbulência em Baguedade devido o comportamento agressivo de fanáticos hambalitas. Apoiados pelo sentimento popular, abordaram pessoas nas ruas, forçaram seu caminho a residências particulares, esvaziaram vasos de vinho onde quer que fossem encontrados, quebraram instrumentos musicais e maltrataram cantoras, investigaram os detalhes do comércio, espancaram seus rivais xafeístas e agiam de maneira arbitrária contra qualquer um que ultrapassasse a estrita interpretação da lei e dos costumes islâmicos.
Naquela época, a maior ameaça enfrentada pelo califado era a crescente independência dos governadores regionais, que haviam se aproveitado de brigas internas na corte para fortalecer seu controle sobre suas províncias e reter impostos devidos a Baguedade, deixando o governo aleijado. Ibne Mucla resolveu reafirmar o controle sobre províncias vizinhas pela força militar e escolheu a Mesopotâmia Superior (Jazira), controlada pelos hamadânidas, como primeiro alvo: em 935, lançou campanha que tomou a capital hamadânida de Moçul, mas foi forçado a voltar a Baguedade. Outra tentativa em 936 de atacar o governador rebelde de Uacite, Maomé ibne Raique, nem sequer foi feita. Por seu fracasso em combater a crescente crise financeira, esse último desastre levou à queda de ibne Mucla. Em abril de 936, ibne Mucla foi preso pelo irmão de Maomé ibne Iacute, Almuzafar, que forçou Arradi a demiti-lo.
A demissão de ibne Mucla marcou o fim da independência dos califas, pois logo depois Arradi nomeou ibne Raique ao novo cargo de emir de emires, um ofício militar que se tornou o governante de fato do que restava do califado e privou o califado de toda autoridade real. O califa mantinha só o controle de Baguedade e seus arredores imediatos, enquanto os assuntos do governo passavam às mãos de ibne Raique e sua secretária. O nome do emir de emires foi até comemorado no cutba da oração de sexta-feira com o califa. Em 938, Bajecã removeu ibne Raique da posição, a qual se apossou, e enviou-o para governar a província de Diar Modar. Apesar do papel basicamente cerimonial de Arradi, a relação entre o califa e Bajecã foi forte, com Arradi louvou-o por sua disciplina rigorosa e referindo-se a ele como seu "protegido". Apreciava o respeito de Bajecã por sua posição como califa e prometeu seu apoio.
Em outubro ou novembro de 938, Bajecã e o califa fizeram campanha contra a influência do emir hamadânida de Moçul, Haçane ibne Abedalá (r. 935–967), que retinha as receitas de sua província. Embora o exército tomou Moçul, Haçane fugiu aos cantos mais remotos de seu domínio, onde os invasores perseguiram-o em vão. No interim, a população ressentiu a presença califal guerrilhou contra suas tropas, enquanto ibne Raique tomou controle de Baguedade como chefe da força carmata. Estes eventos forçaram Bajecã a negociar com seus rivais: os hamadânidas retomaram sua província em troca do pagamento de tributos atrasados, e ibne Raique foi contido como governador das províncias de Tárique Alfurate, Diar Modar, Junde de Quinacerim e Alauacim, que também foram reivindicadas pelos iquíxidas do Egito. Esse acordo permitiu que ele e o califa retornarem para Baguedade em fevereiro de 939.

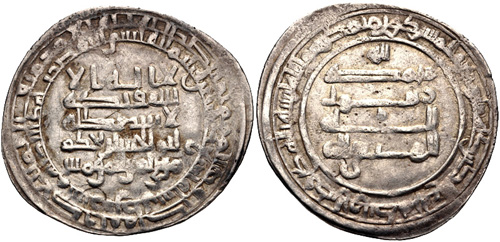
Dirrã de Almutaqui r.

Bajecã, ao consolidar seu controle sobre Baguedade, virou-se para enfrentar a ameaça imposta pelos buídas. Para este fim, fortaleceu seus laços com os Albarides de Baçorá, entregando Uacite, como previamente acordado, nomeando Abu Abedalá Albaridi como vizir da corte (embora o último permaneceu em Uacite e não visitou a capital), e, finalmente, pelo seu casamento com uma das filhas de Albaridi. O sucesso de Bajecã contra os buídas foi misto: Uacite foi salva do ataque buída, e os Albarides lideraram uma campanha bem-sucedida em Susiana, mas uma expedição em Jibal foi esmagada pelo buída Haçane (r. 935–976). A aliança com os Albarides rapidamente azedou, com Albaridi ainda mantendo sua ambição de substituí-lo, e Bajecã estava consciente disso. No fim de agosto de 940, Bajecã removeu Albaridi de seu vizirato e lançou um ataque em Uacite, que os Albarides abandonaram sem resistência. Ao mesmo tempo, Baguedade estava em tumulto com a violência religiosa recorrente. Em dezembro de 940, Arradi morreu. Bajecã ficou em Uacite, mas enviou seu secretário a Baguedade para convocar concílio dos aristocratas abássidas, que selecionaram Almutaqui (r. 940–944), irmão de Arradi, como califa.